# 胡希明
胡希明（1907年—1993年），笔名三流、孙飞，男，直隶沧州人，中华人民共和国政治人物，曾任广东省政协副主席，广东省文史研究馆馆长，第五届全国人大代表。